# Андре Маррінер
Андре Маррінер (англ. Andre Marriner; нар. 1 січня 1971, Бірмінгем, Англія) — англійський футбольний арбітр. Проживає в Бірмінгемі. З 2005 року обслуговує матчі Прем'єр-ліги, з 2009 — арбітр ФІФА.

## Кар'єра судді
У 90-х працював арбітром аматорської ліги Бірмінгема та Південної футбольної ліги.
13 листопада 2004 відсудив свій перший матч у Футбольній лізі між командами Чарльтон Атлетик та Норвіч Сіті.
У 2005 потрапив до групи професійних арбітрів.
Як четвертий арбітр брав участь у матчі Суперкубк Англії 2008 між клубами Манчестер Юнайтед та Портсмут основний час 0:0, по пенальті 3:1.
У 2009 обслуговував матчі в складі англійської бригади арбітрів юнацького чемпіонату Європи.
Обслуговував фінальний матч кубка Англії 2013 року між клубами Манчестер Сіті та Віган Атлетік 0:1.
1 березня 2016 увійшов до складу суддівської бригади для обслуговування матчів чемпіонату Європи з футболу 2016. Зокрема на чемпіонаті відсудив фінальний матч турніру.
З осені 2016 обслуговує відбіркові матчі чемпіонату світу 2018.

## Матчі національних збірних
| Дата              | Місце проведення           | Збірні                       | Рахунок | Турнір               | ЖК | YK · YK · RK | RK |
| ----------------- | -------------------------- | ---------------------------- | ------- | -------------------- | -- | ------------ | -- |
| 3 березня 2010    | Лондон, Англія             | Кот-д'Івуар – Південна Корея | 0 – 2   | Товариський матч     | 1  | 0            | 0  |
| 3 червня 2011     | Кишинів, Молдова           | Молдова – Швеція             | 1 – 4   | Кваліфікація ЧЄ 2012 | 0  | 0            | 0  |
| 11 вересня 2012   | Лондон, Англія             | Оман – Ірландія              | 1 – 4   | Товариський матч     | 0  | 0            | 0  |
| 26 березня 2013   | Баку, Азербайджан          | Азербайджан – Португалія     | 0 – 2   | Кваліфікація ЧС 2014 | 5  | 1            | 0  |
| 10 вересня 2013   | Рейк'явік, Ісландія        | Ісландія – Албанія           | 2 – 1   | Кваліфікація ЧС 2014 | 5  | 0            | 0  |
| 5 березня 2014    | Лейрія, Португалія         | Португалія – Камерун         | 5 – 1   | Товариський матч     | 2  | 0            | 0  |
| 12 листопада 2014 | Лондон, Англія             | Аргентина – Хорватія         | 2 – 1   | Товариський матч     | 0  | 0            | 0  |
| 6 жовтня 2016     | Скоп'є, Північна Македонія | Північна Македонія – Ізраїль | 1 – 2   | Кваліфікація ЧС 2018 | 3  | 1            | 1  |
| 10 червня 2017    | Осло, Норвегія             | Норвегія – Чехія             | 1 – 1   | Кваліфікація ЧС 2018 | 4  | 0            | 0  |